# Società dei Chierici Militanti
La Società dei Chierici Militanti (in persiano مجمع روحانیون مبارز‎, 'Majma'-e rowhāniyūn-e mobārez'), tradotta anche come Lega dei chierici militanti, è un partito politico iraniano riformista, relativamente moderato, fondato il 16 marzo 1988.

## Storia
Le tensioni in seno al Partito della Repubblica Islamica condussero al suo scioglimento nel 1987. La Società dei chierici militanti si formò radunando i membri che avevano un orientamento moderatamente socialista, favorendo «l'esportazione della Rivoluzione e il ricorso al monopolio di Stato sull'economia»..
Dopo le dimissioni di Mehdi Karrubi dalla carica di Segretario Generale, il partito non ha più eletto un suo Segretario Generale fino all'agosto del 2005, quando Mohammad Musavi Khoeiniha è stato eletto a questa carica. Mohammad Khatami, ex Presidente della Repubblica iraniana, è presidente del Comitato Centrale.